# Martinair
Martinair er et hollandsk flyselskab med hovedsæde i Amsterdam.
Selskabet blev stiftet 24. maj 1958 af J. Martin Schröder med ét fly og 5 ansatte som Martin Air Charter. 
Den 31. december 2008 overtog KLM 100% af aktierne i selskabet, efter at A.P. Møller-Mærsk solgte sin andel af selskabet på 50%.